# 杭州余杭经济技术开发区
杭州余杭经济技术开发区是一个位于杭州市临平区的国家级经济技术开发区。

## 简介
开发区成立于1993年11月6日。位于临平区北部，目前面积为51.34平方公里，托管23个社区，2008年底常住人口44852人，暂住人口62580人。
主要产业有生物医药业、装备制造业、绿色产业、通信电子和纺织服务业。
2012年9月29日升级为国家级开发区，成为浙江省在2012年继义乌开发区之后获得升级的第二个国家级开发区，也是浙江第15个国家级开发区。

## 主要公司
园区有49家亿元以上规模企业。区内有瑞士诺华制药集团、法国赛诺菲制药集团、美国礼来制药集团、中国华润集团等多家世界500强企业入驻，也有旺旺食品、南都电源、力达纺织、春风摩托、杏辉药业、天元生物、山鹰纸业、华鼎服装、诺贝尔陶瓷、老板电器、西奥电梯等一大批国内外企业。2011年开发区工业总产值首次突破300亿元，实现税收18亿元。2012年开发区成为浙江省唯一的“生物医药产业示范基地”。